# ایان سامرهلدر
ایان جوزف سامرهالدر (به انگلیسی: Ian Joseph Somerhalder) (زاده ۸ دسامبر ۱۹۷۸) بازیگر، مدل و تهیه‌کننده آمریکایی است. او بیشتر به خاطر بازی در نقش بون کارلیل در مجموعه لاست و نقش دیمن سالواتور در مجموعه خاطرات خون‌آشام شهرت دارد.
ایان در سال ۲۰۱۵ با هنرپیشه ی آمریکایی نیکی رید ازدواج کرد و در سال ۲۰۱۷ صاحب یک فرزند دختر به نام بادی سالیل رید سامرهالدر شدند.

## سرآغاز زندگی

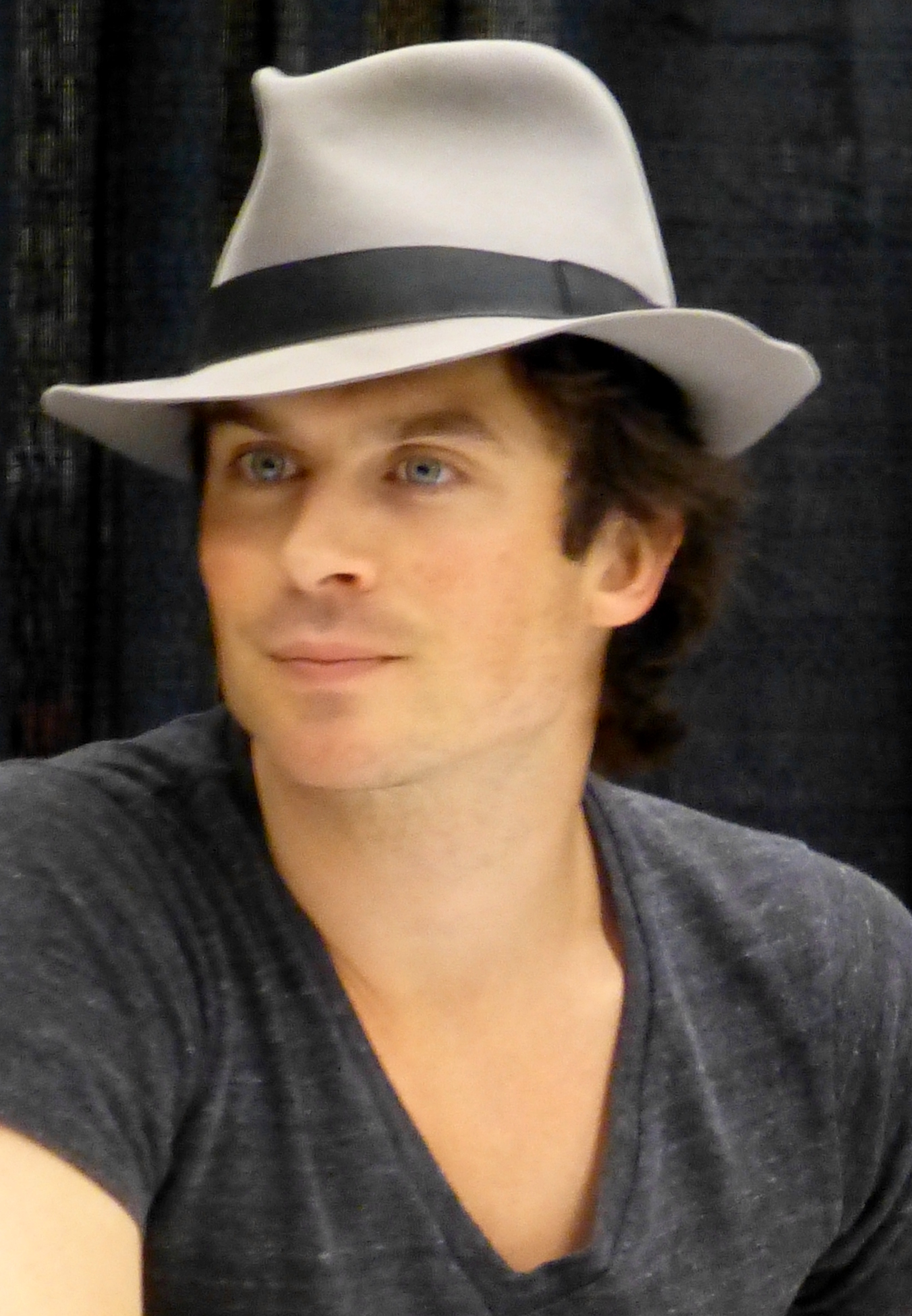
ایان سامرهالدر در سال 2015 ویزارد ورلد کلیولند

سامرهالدر در کاوینگتن، لوئیزیانا زاده شد و بزرگ شد. پدرش «رابرت سامرهالدر» یک پیمانکار ساختمان از نژاد فرانسه و انگلستان بود؛ و مادرش «ادنا جوزف» ایرلندی بود. نام خانوادگی سامرهالدر از پدربزرگش ریشه گرفته شده‌است پدربزرگ وی یک ملاک انگلیسی ثروتمند بوده‌است. ایان یک برادر به نام رابرت و یک خواهر به نام رابین دارد. پدر و مادرش زمانیکه او ۱۳ ساله بود از هم جدا شدند. او با مادرش بزرگ شد.
اوقات فراغتش را قایق‌سواری، شنا، ماهیگیری و پرورش اسب پر می‌کرد. همچنین وی در انجمن تئاتر و هنرهای نمایشی و گروه تئاتر محلی عضو بود.
با تشویق مادرش در سن ۱۰ سالگی به حرفهٔ مدلینگ رو آورد، که برای این کار او هر تابستان به نیویورک می‌رفت.
در دبیرستان مدل شدن را عقب انداخت و روی ورزش و درسش تمرکز بیشتری کرد.
چند سال بعد، وقتی فرصت مدل شدن در اروپا برایش فراهم شد، سریع آن را پذیرفت و به اروپا سفر کرد و تحصیل کرد و به شهرهایی همانند پاریس و میلان و لندن رفت.

## زندگی حرفه‌ای

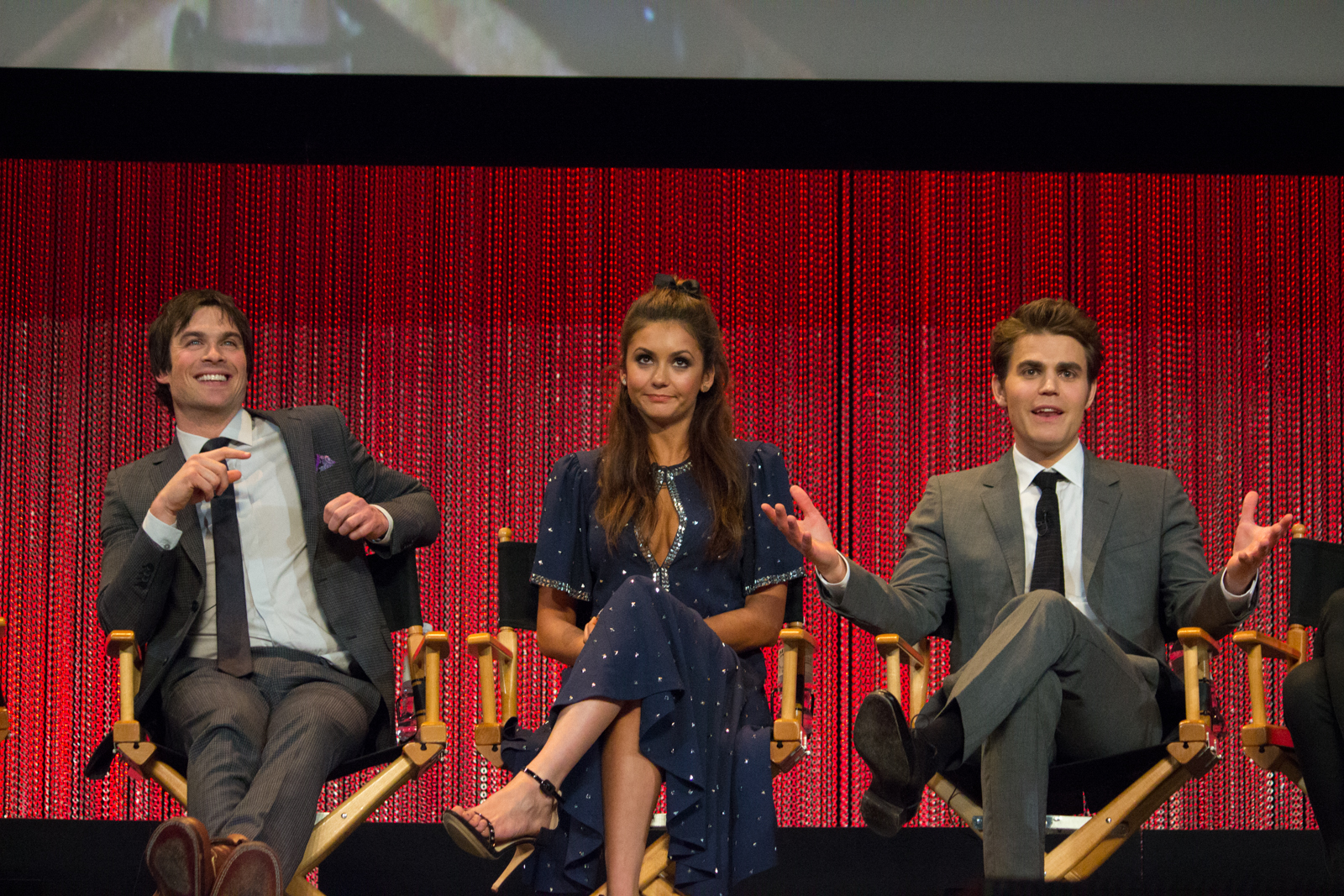
ایان و نینا دوبرو و پاول وسلی

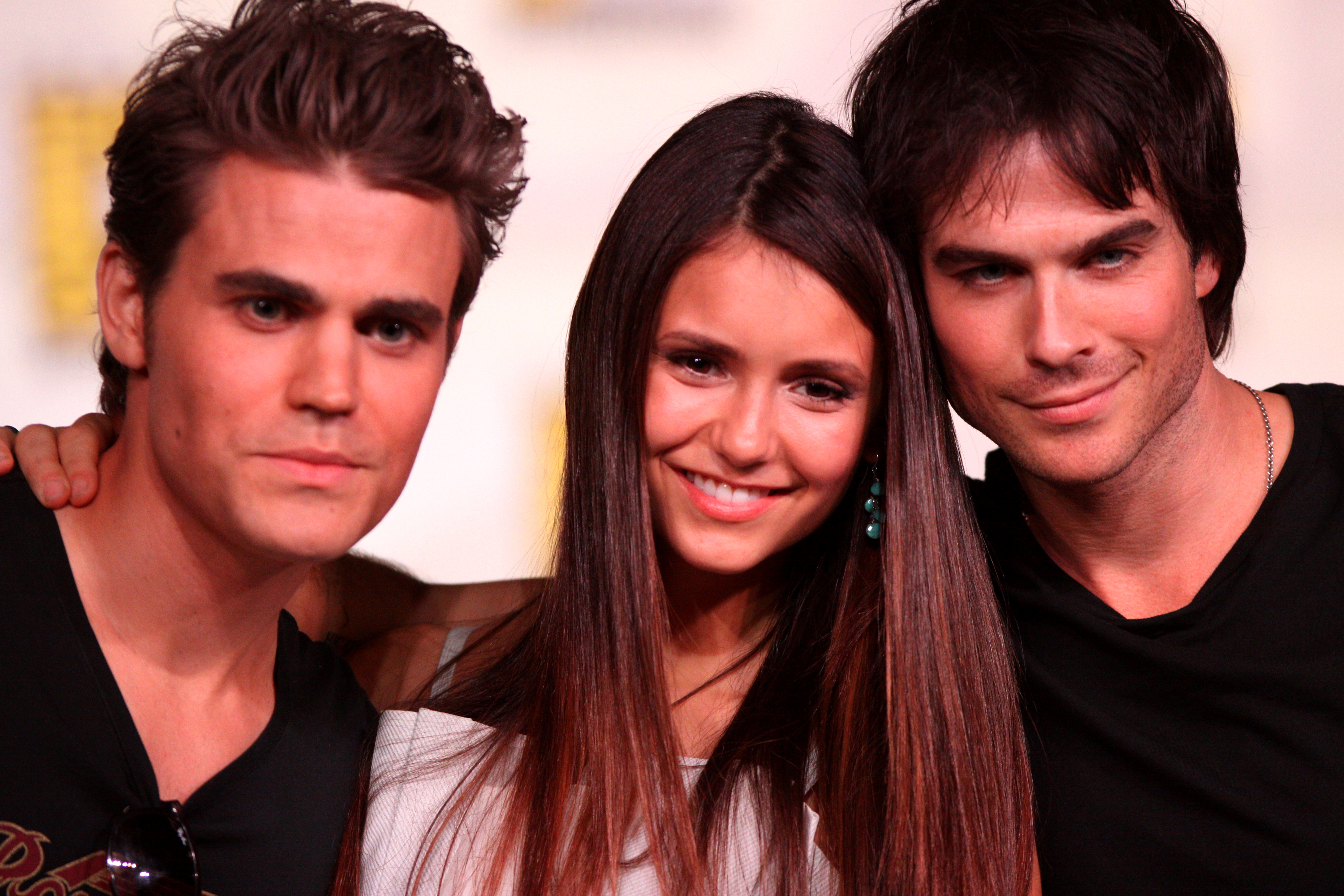

در ۱۷ سالگی در نیویورک شروع به تحصیل در رشتهٔ بازیگری کرد؛ و در سن ۱۹ سالگی مهارت زیادی پیدا کرد. با «ویلیام اسپر» سرآمد مربیان بازیگری تمرین می‌کرد.
مدیر استعدادیابی؛ سامرهالدر را در صحنه‌ای ۴۰۰ نفری شلوغ دید و بلافاصله وی را برای نمایش انتخاب کرد.
یان با خوشحالی از این که در نیویورک ماندگار شده بود، زمان زیادی را صرف مطالعهٔ بازیگری، نوشتن و تمرین یوگا کرد.
اولین نقش مهمش در «قوانین جاذبه» بود.
کارهای تلویزیونی او شامل نمایش‌هایی مثل «دهکده کوچک» است که نقش آدام نایت را ایفا می‌کرد و همچنین تهیه کنندهٔ فیلم کوتاه «بازگشت» بوده‌است.
در سریال آمریکایی لاست ایفا گر کاراکتر بون کارلایل است. اگرچه کاراکتر بون در فصل اول کشته می‌شود ولی سامرهالدر در فلش بک‌های بون کارلایل و رویاهای دنباله‌دار در فصل دوم و سوم لاست بازی کرد.
در سال ۲۰۰۶ در فیلم «نبض» به همراه کریستین بل و کریستینا میلیان بازی کرد. این فیلم نه از طرف منتقدان و نه از لحاظ فروش به موفقیت نرسید و اما در هفته اول اکرانش نسبتاً خوب فروش داشت.
در می۲۰۰۶ سامرهلدر به عنوان یکی از ۱۰ مدل برتر مدل‌های DNA برگزیده شد.
در سپتامبر ۲۰۰۹ برای بازی در فیلم «مسابقات قهرمانی» انتخاب شد. در این فیلم نقش یک قاتل به اسم مایلز اسلتر را بازی می‌کند که با قاتلین دیگر در رقابت‌های مهلک و کشنده شرکت می‌کنند.
کار پر شهرت او نقش «دیمن سالواتوره» در نمایش درام خاطرات خون‌آشام بر اساس سری کتاب‌های ال. جی. اسمیت است.
همچنین در یکی از مصاحبه هایش گفته بود که زبان فرانسوی بلد است .

## زندگی شخصی

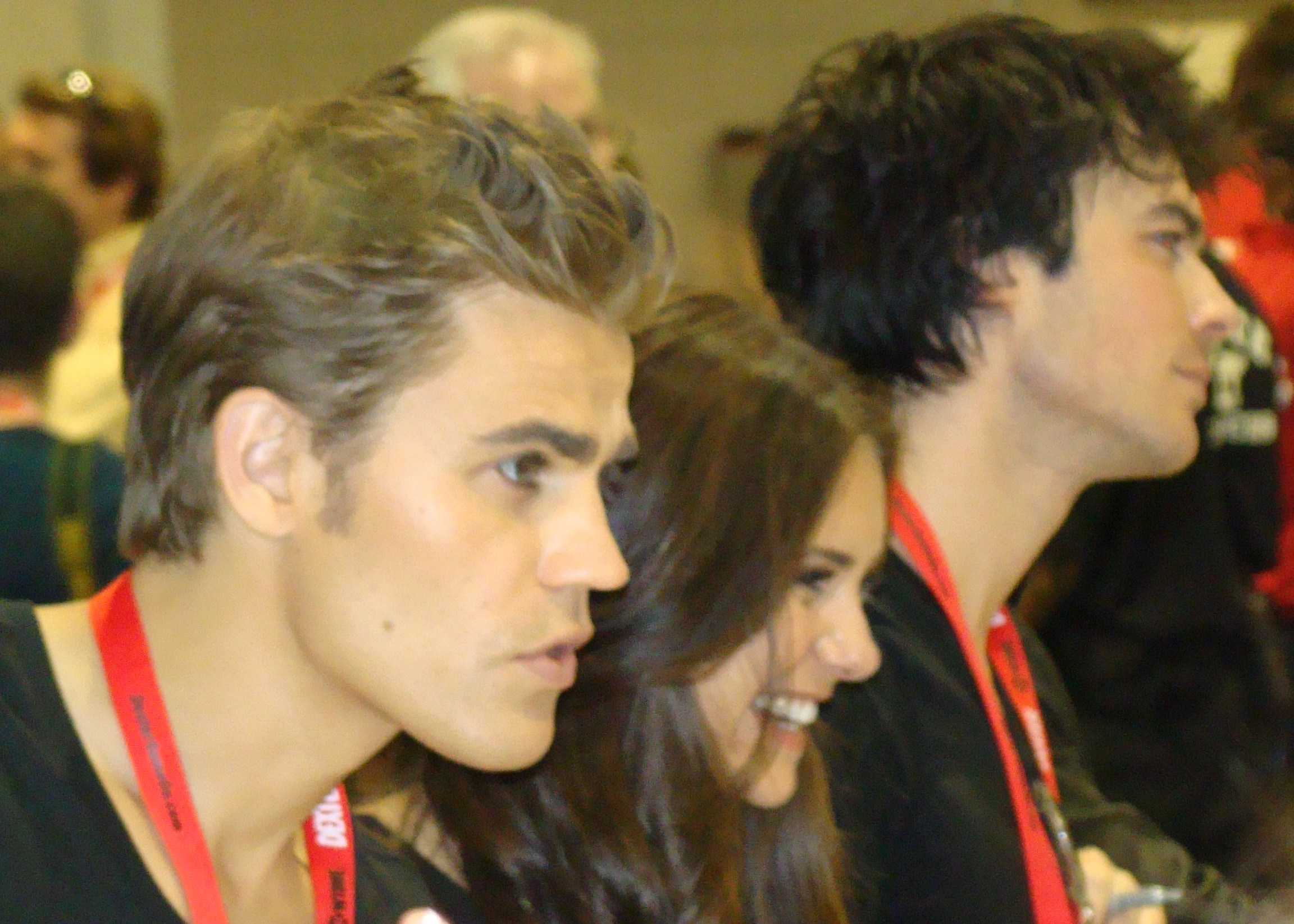
ایان سامرهالدر فاندیشن

در سپتامبر سال ۲۰۱۱ اعلام کرد که با نینا دوبرو وارد یک رابطه عاشقانه شده‌است. در مه سال ۲۰۱۳ وی گزارش داد که رابطه او با نینا دوبرو به پایان رسیده‌است و آن‌ها از یک دیگر جدا شدند. ایان در اواسط سال ۲۰۱۴ اعلام کرد با نیکی رید وارد یک رابطه عاشقانه شده‌است. در فوریه ۲۰۱۵، آن‌ها نامزدی خود را اعلام کردند و در ۲۶ آوریل ۲۰۱۵ در ملیبو، کالیفرنیا باهم ازدواج کردند. وی و همسرش در تاریخ ۲۵ ژوئیه ۲۰۱۷ صاحب یک دختر به اسم بادی سالیل رید سامرهالدر شدند.

## فعالیت‌های خیریه
ایان دارای یک مؤسسه خیریه به نام «ایان سامرهالدر فاندیشن» (به انگلیسی: Ian somerhalder foundation) است. این مؤسسه کمک‌هایی به جانوران و محیط زیست می‌کند.

## جوایز
سامرهالدر دو جایزه برای سریال لاست و ۳ جایزه برای خاطرات یک خون‌آشام و یک جایزه در سال ۲۰۰۲ برای جوان‌ترین بازیگر هالیوودی گرفته‌است.

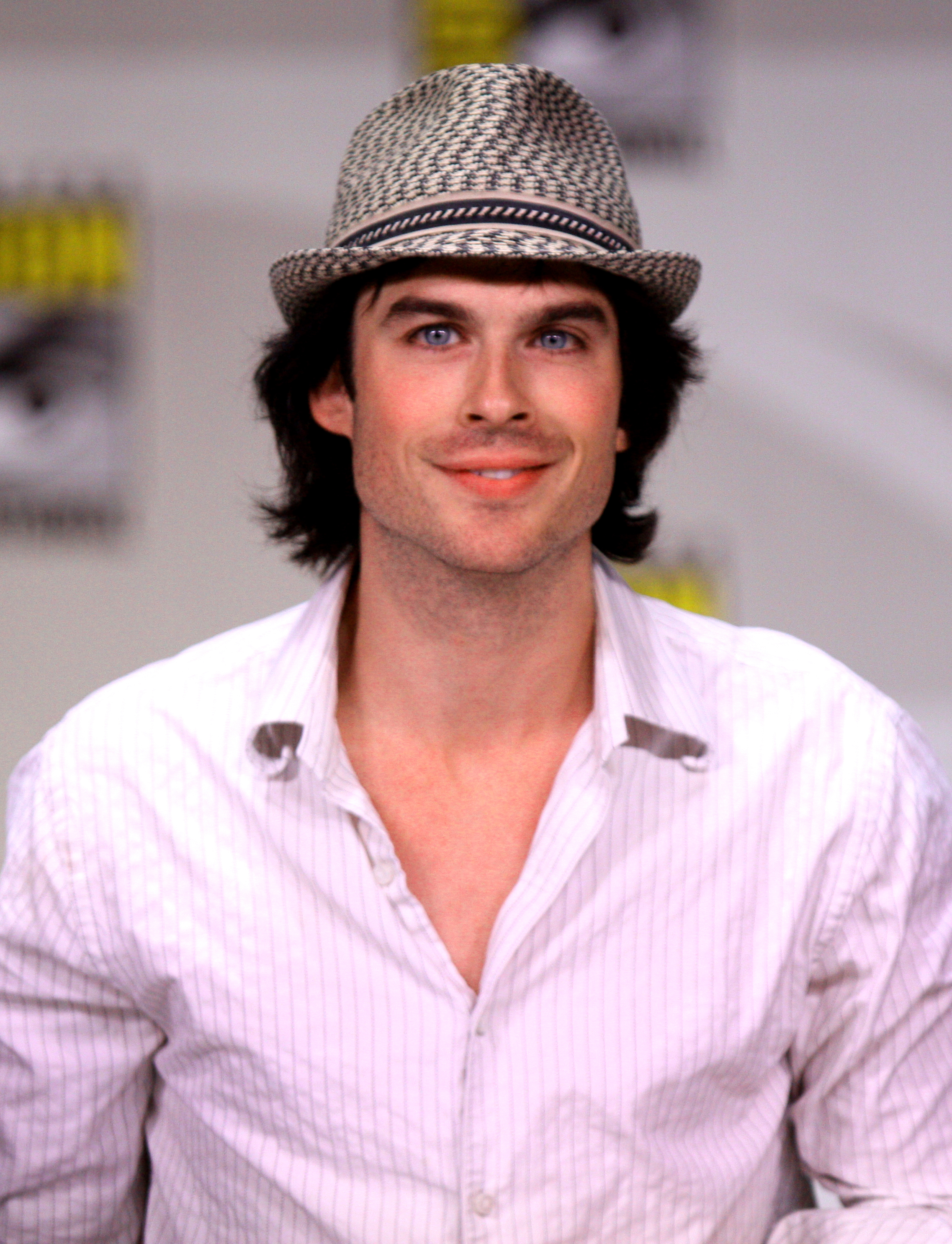
ایان در کامیک کان ۲۰۱۱
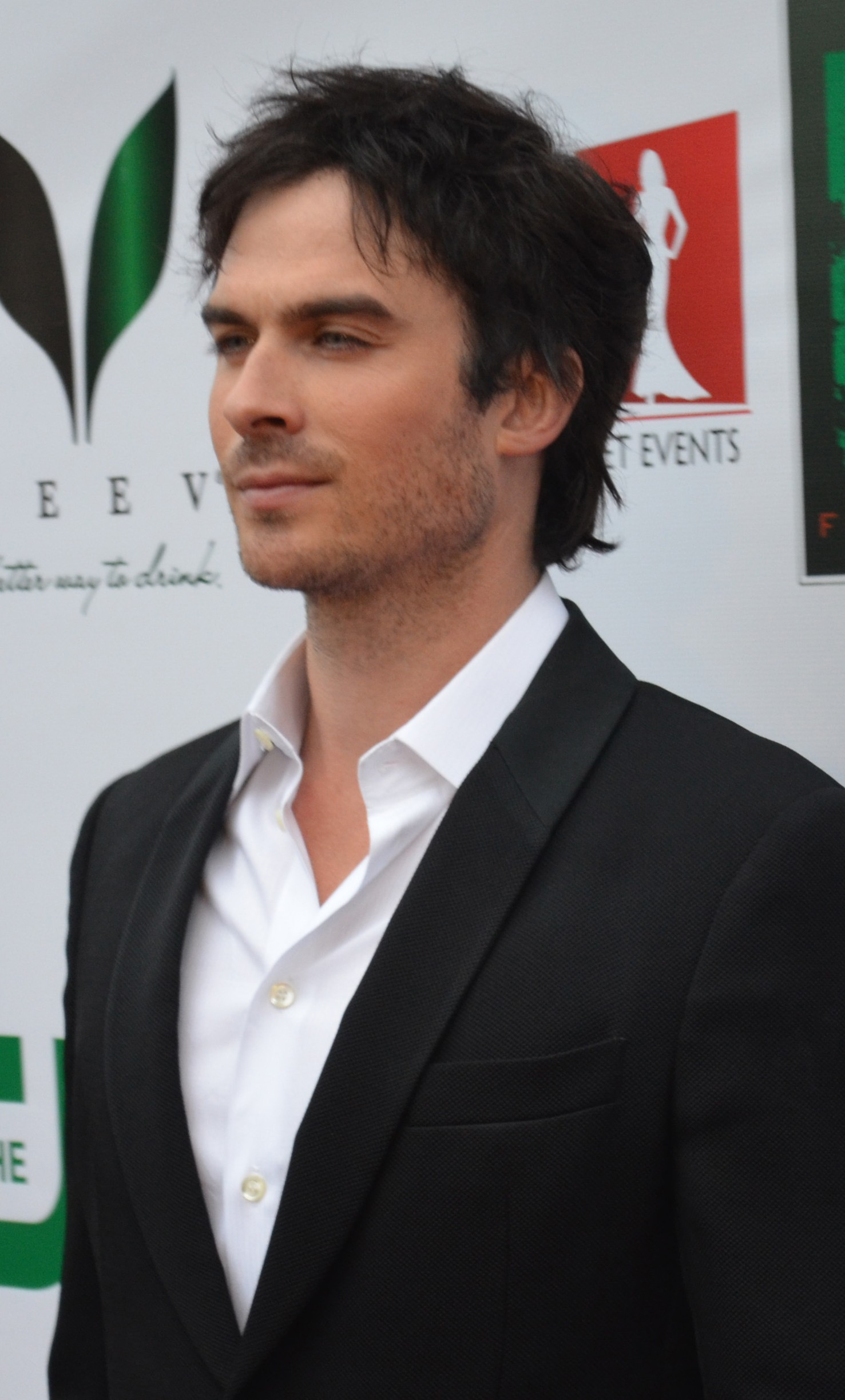
ایان در ایان سامرهالدر فاندیشن
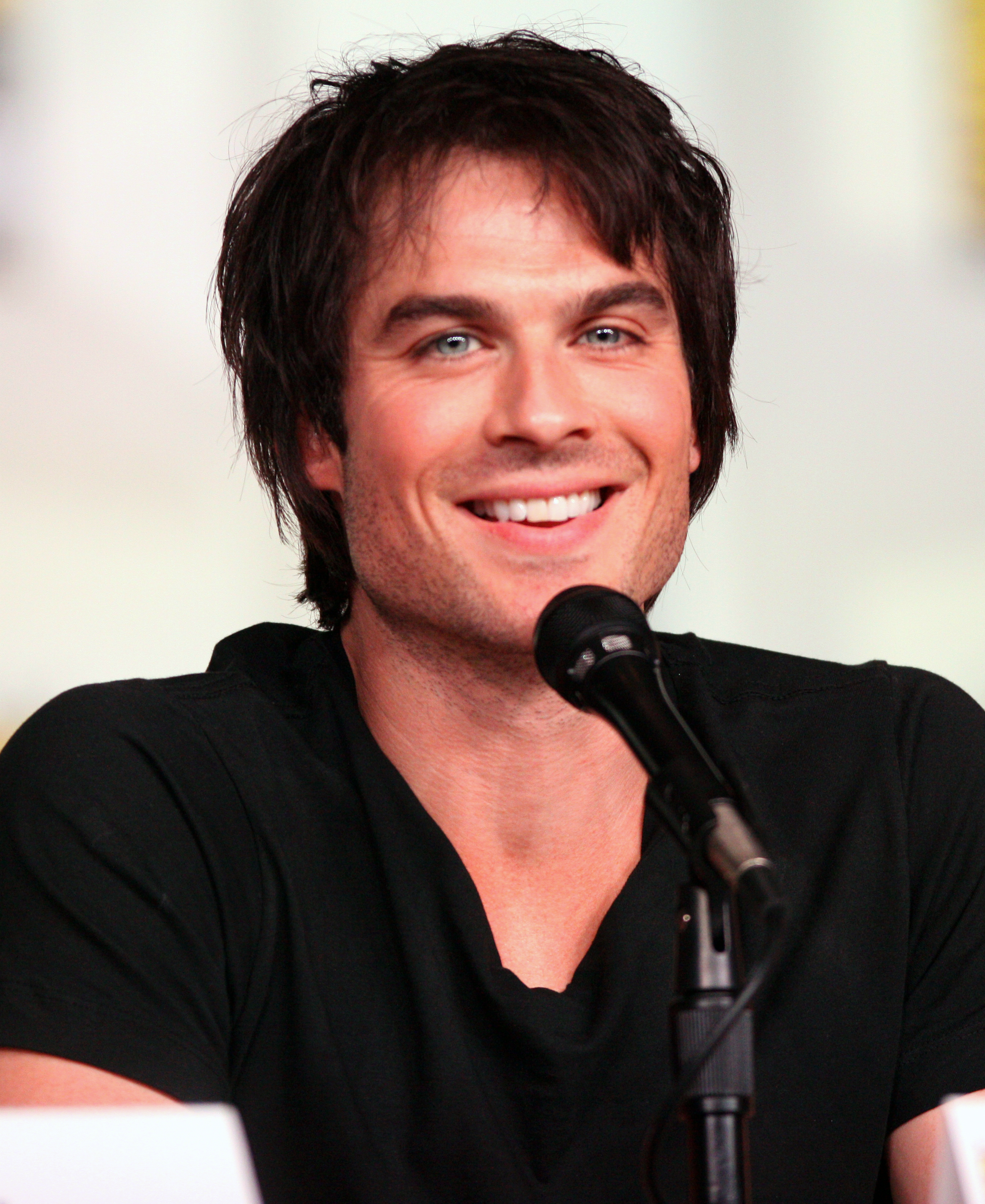
ایان در کامیک کان ۲۰۱۲
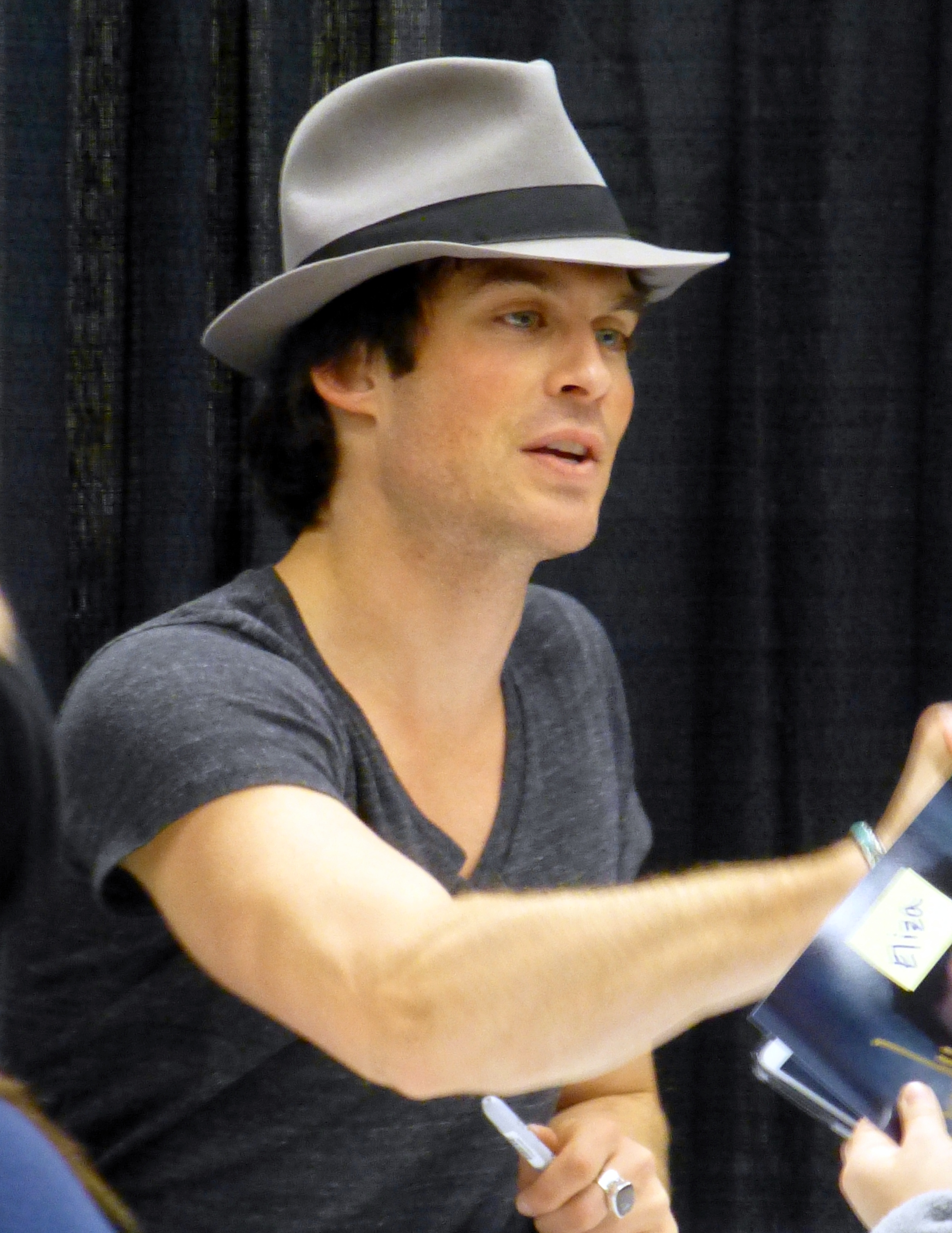
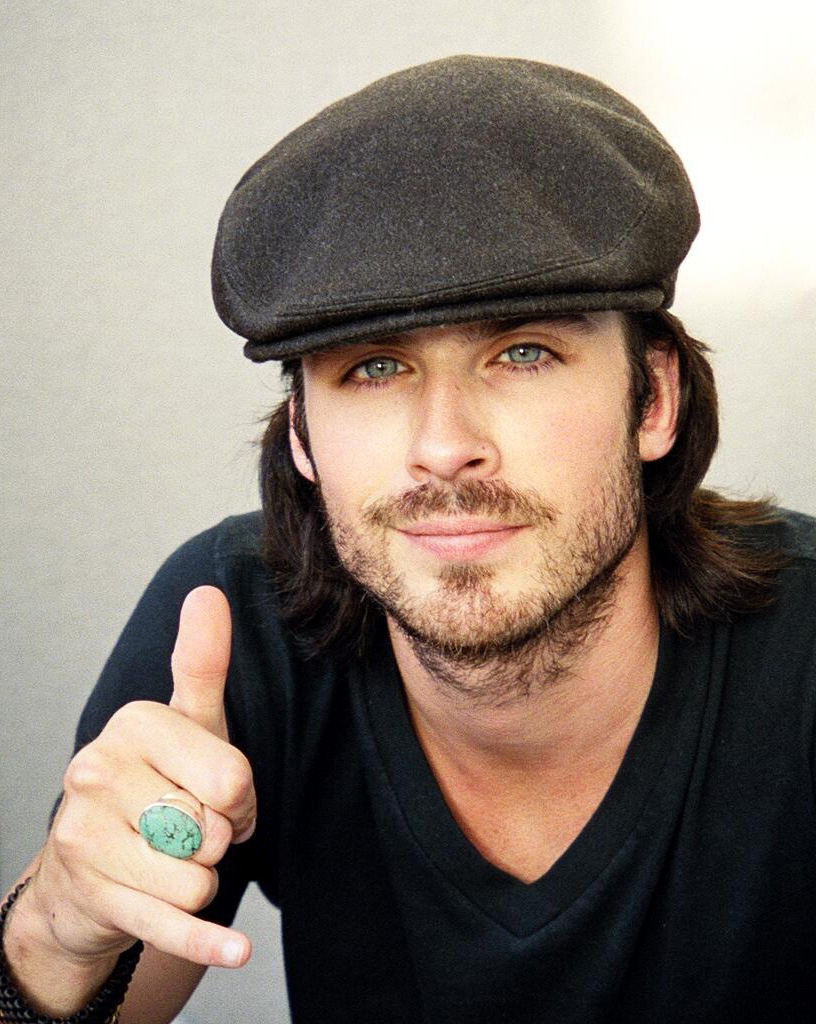
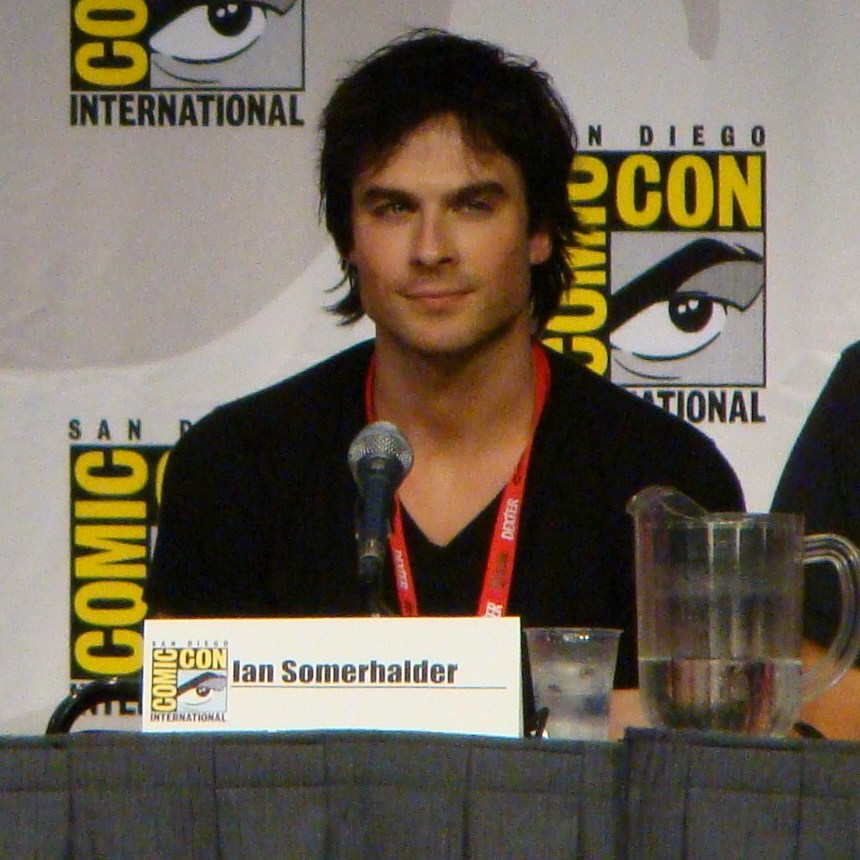
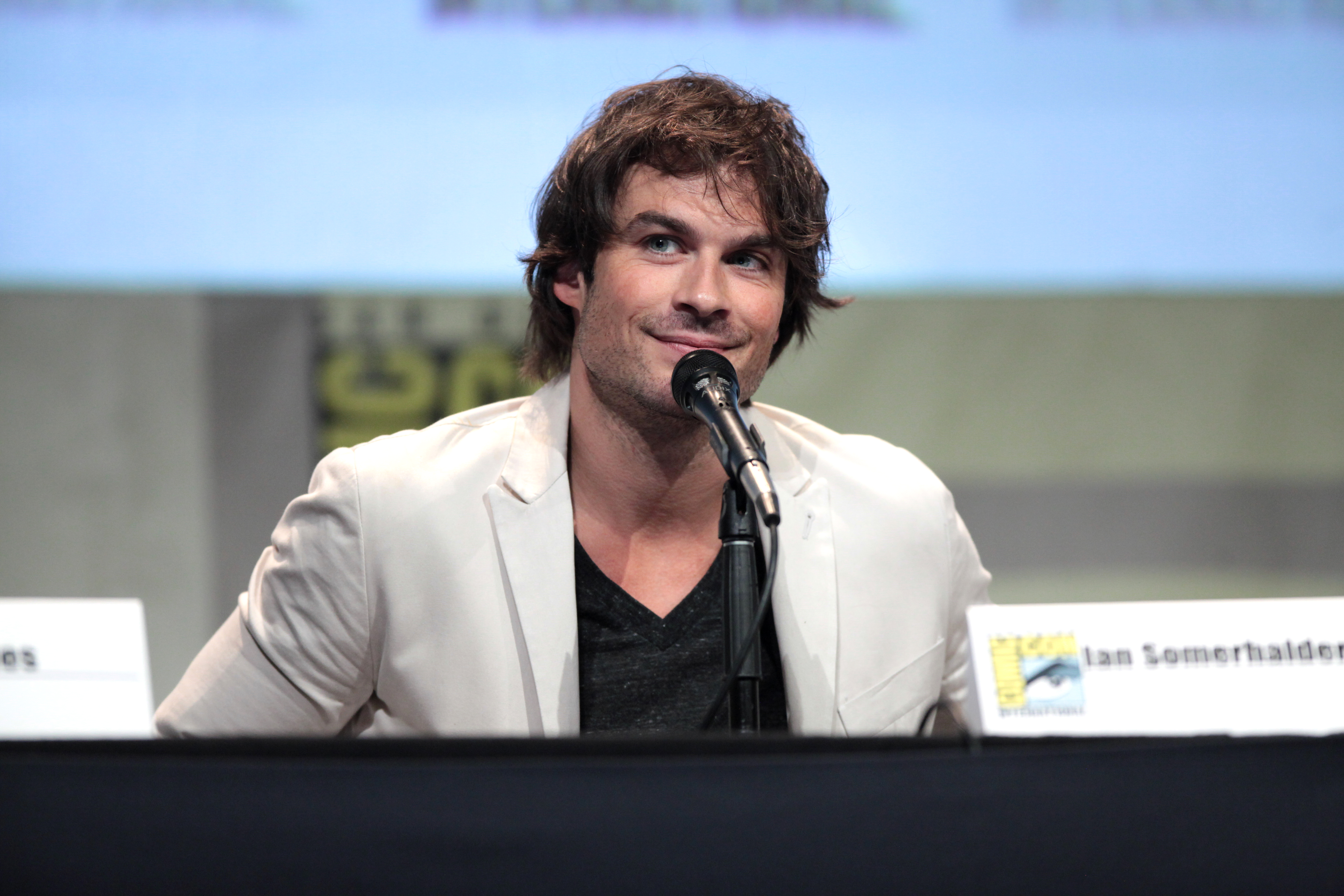
ایان 2015

## فیلم‌شناسی

### فیلم
| سال  | فیلم                       | نقش            | توضیحات    |
| ---- | -------------------------- | -------------- | ---------- |
| ۱۹۹۸ | ستاره مشهور                | تعیین نشده     |            |
| ۲۰۰۱ | زندگی به عنوان یک خانه     | جاش            |            |
| ۲۰۰۲ | قلب‌های در حال تغییر        | جیسون کلی      |            |
| ۲۰۰۲ | قوانین جاذبه               | پال دنتون      |            |
| ۲۰۰۴ | در دستان دشمن              | دنی میلر       |            |
| ۲۰۰۴ | مرد پیر و استودیو          | مت             | فیلم کوتاه |
| ۲۰۰۶ | نبض                        | دکستر مک‌کارتی  |            |
| ۲۰۰۶ | حس بینایی                  | دریفتر         |            |
| ۲۰۰۷ | مارکو پولو                 | مارکوپولو      |            |
| ۲۰۰۸ | سامری گمشده                | ویلیام آرچر    |            |
| ۲۰۰۹ | بیداری                     | تایلر          |            |
| ۲۰۰۹ | تورنومنت                   | مایلز اسلید    |            |
| ۲۰۱۰ | چگونه به یک زن عشق بورزیم؟ | دانیل ملتزر    |            |
| ۲۰۱۳ | نوار ضبط شده               | افسر لوئیس     |            |
| ۲۰۱۳ | زمان تعیین شده             | عامل سیاه      | فیلم کوتاه |
| ۲۰۱۴ | ناهنجاری                   | هارکین لانگهام |            |

### تلویزیون
| سال            | فیلم                            | نقش            | توضیحات                             |
| -------------- | ------------------------------- | -------------- | ----------------------------------- |
| ۱۹۹۷           | راحتی بزرگ                      | I.Q.           | اپیزود:The Black Bag                |
| ۱۹۹۹           | اکنون و دوباره                  | برایان         | اپیزود:A Girl's Life                |
| ۲۰۰۰           | آمریکایی‌های جوان                | همیلتون فلمینگ | نقش اصلی                            |
| ۲۰۰۱           | آناتومی یک جنایت از نفرت        | راسل هندرسون   | فیلم تلویزیونی                      |
| ۲۰۰۲           | سی‌اس‌آی                          | تونی دل ناگرو  | اپیزود:ARevenge Is Best Served Cold |
| ۲۰۰۲           | نظم و قانون: واحد قربانیان ویژه | چارلی بیکر     | اپیزود:Dominance                    |
| ۲۰۰۳           | سی‌اس‌آی: میامی                   | ریکی مردوچ     | اپیزود:The Best Defense             |
| ۲۰۰۴           | بی‌باک                           | جردن گریسی     | پایلوت تلویزیونی پخش نشده‌است        |
| ۲۰۱۰٬۲۰۰۴–۲۰۰۷ | لاست                            | بون کارلایل    | نقش اصلی                            |
| ۲۰۰۴           | اسمالویل                        | آدام نایت      | ۶ قسمت                              |
| ۲۰۰۷           | مارکو پولو                      | مارکو پولو     | فیلم تلویزیونی                      |
| ۲۰۰۷           | بگو که دوستم داری               | نیک            | ۶ قسمت                              |
| ۲۰۰۸           | مهاجمان شهر گمشده               | جک کوبیاک      | فیلم تلویزیونی                      |
| ۲۰۰۹           | آتش بازی                        | لی کوپر        | فیلم تلویزیونی                      |
| ۲۰۰۹–۲۰۱۷      | خاطرات خون‌آشام                  | دیمن سالواتوره | نقش اصلی                            |
| ۲۰۱۴           | سالها زندگی خطرناک              | خودش           | سریال مستند؛ قسمت: "یخ و برنز"      |
| ۲۰۱۹           | جنگ‌های وی                       | دکتر لوتر سوان | نقش اصلی                            |

## جوایز و نامزدها
| سال  | جایزه                     | دسته‌بندی                                             | کار                     | نتیجه    |
| ---- | ------------------------- | ---------------------------------------------------- | ----------------------- | -------- |
| ۲۰۰۲ | جوایز جوان هالیوود        | چهره جدید هیجان انگیز - مرد                          | —                       | برنده    |
| ۲۰۰۵ | جوایز برگزیده نوجوانان    | عملکرد خاص در تلویزیون - مرد برگزیده                 | لاست                    | نامزدشده |
| ۲۰۰۶ | جایزه انجمن بازیگران فیلم | اجرای یک گروه در یک سریال درام                       | لاست (با بازیگران دیگر) | برنده    |
| ۲۰۱۰ | جوایز جوان هالیوود        | بازیگران برتر (با پل وسلی و نینا دوبرو)              | خاطرات یک خون‌آشام       | برنده    |
| ۲۰۱۰ | جوایز برگزیده نوجوانان    | برای نقش منفی تلویزیونی برگزیده                      | خاطرات یک خون‌آشام       | برنده    |
| ۲۰۱۰ | جوایز برگزیده نوجوانان    | برای مرد هاتی برگزیده                                | خاطرات یک خون‌آشام       | نامزدشده |
| ۲۰۱۱ | جوایز برگزیده نوجوانان    | برای بازیگر مرد برگزیدهٔ تلویزیونی: فانتزی/علمی-تخیلی | خاطرات یک خون‌آشام       | برنده    |
| ۲۰۱۱ | جوایز برگزیده نوجوانان    | خون‌آشام برگزیده                                      | خاطرات یک خون‌آشام       | نامزدشده |
| ۲۰۱۱ | جوایز برگزیده نوجوانان    | برای مرد هاتی برگزیده                                | خاطرات یک خون‌آشام       | نامزدشده |
| ۲۰۱۱ | جایزه برگزیده مردم        | برای بازیگر درام تلویزیونی مورد علاقه                | خاطرات یک خون‌آشام       | نامزدشده |
| ۲۰۱۲ | جایزه برگزیده مردم        | برای بازیگر درام تلویزیونی مورد علاقه                | خاطرات یک خون‌آشام       | نامزدشده |
| ۲۰۱۲ | جوایز جنسیس               | جامعه بشری                                           | —                       | برنده    |
| ۲۰۱۲ | جوایز برگزیده نوجوانان    | برای بازیگر مرد برگزیدهٔ تلویزیونی: فانتزی/علمی-تخیلی | خاطرات یک خون‌آشام       | برنده    |
| ۲۰۱۲ | جوایز برگزیده نوجوانان    | برای مرد هاتی برگزیده                                | خاطرات یک خون‌آشام       | برنده    |
| ۲۰۱۲ | جایزه دو سامتینگ          | بهترین ستاره تلویزیونی                               | خاطرات یک خون‌آشام       | نامزدشده |
| ۲۰۱۲ | جایزه دو سامتینگ          | توئیتر                                               | —                       | نامزدشده |
| ۲۰۱۲ | جوایز رسانه ای محیط زیست  | جایزه آینده                                          | —                       | برنده    |
| ۲۰۱۲ | جوایز شب وحشت             | خون‌آشام مرد تلویزیون/فیلم خون‌آشامی                   | خاطرات یک خون‌آشام       | برنده    |
| ۲۰۱۲ | جوایز بین‌المللی سبز       | مسئولیت پذیرترین مشهور                               | —                       | برنده    |
| ۲۰۱۳ | جایزه برگزیده مردم        | بازیگر تلویزیونی نمایشی مورد علاقه                   | خاطرات یک خون‌آشام       | نامزدشده |
| ۲۰۱۳ | جوایز برگزیده نوجوانان    | برای بازیگر مرد برگزیده سریال علمی - تخیلی / فانتزی  | خاطرات یک خون‌آشام       | برنده    |
| ۲۰۱۴ | جایزه برگزیده مردم        | برای بازیگر مرد محبوب سریال علمی - تخیلی / فانتزی    | خاطرات یک خون‌آشام       | برنده    |
| ۲۰۱۴ | جایزه برگزیده مردم        | برای شیمی روی پرده محبوب (با نینا دوبرو)             | خاطرات یک خون‌آشام       | برنده    |
| ۲۰۱۴ | جوایز فیلم mtv            | رابطه سال (با نینا دوبرو)                            | خاطرات یک خون‌آشام       | برنده    |
| ۲۰۱۴ | جوایز برگزیده نوجوانان    | برای بازیگر مرد برگزیدهٔ تلویزیونی: فانتزی/علمی-تخیلی | خاطرات یک خون‌آشام       | برنده    |
| ۲۰۱۴ | جوایز برگزیده نوجوانان    | برای مرد هاتی برگزیده                                | خاطرات یک خون‌آشام       | برنده    |
| ۲۰۱۴ | جوایز برگزیده نوجوانان    | توئیت برگزیده                                        | —                       | نامزدشده |
| ۲۰۱۴ | جوایز برگزیده نوجوانان    | پادشاه رسانه‌های مجازی برگزیده                        | —                       | نامزدشده |
| ۲۰۱۴ | جوایز جوان هالیوود        | بهترین مثلث عشقی (با پل وسلی و نینا دوبرو)           | خاطرات یک خون‌آشام       | برنده    |
| ۲۰۱۵ | جایزه برگزیده مردم        | برای بازیگر مرد محبوب سریال علمی - تخیلی / فانتزی    | خاطرات یک خون‌آشام       | نامزدشده |
| ۲۰۱۵ | جایزه برگزیده مردم        | تلویزیون دوتایی مورد علاقه (با نینا دوبرو)           | خاطرات یک خون‌آشام       | برنده    |
| ۲۰۱۵ | جوایز برگزیده نوجوانان    | برای بازیگر مرد برگزیدهٔ تلویزیونی: فانتزی/علمی-تخیلی | خاطرات یک خون‌آشام       | نامزدشده |
| ۲۰۱۵ | جوایز برگزیده نوجوانان    | تلویزیون برگزیده: شیمی (با کت گراهام)                | خاطرات یک خون‌آشام       | نامزدشده |
| ۲۰۱۵ | جوایز برگزیده نوجوانان    | لیپلاک برگزیده (با نینا دوبرو)                       | خاطرات یک خون‌آشام       | برنده    |
| ۲۰۱۵ | جوایز فیلم mtv            | رابطه سال (با کت گراهام)                             | خاطرات یک خون‌آشام       | نامزدشده |
| ۲۰۱۶ | جایزه برگزیده مردم        | برای بازیگر مرد محبوب سریال علمی - تخیلی / فانتزی    | خاطرات یک خون‌آشام       | نامزدشده |
| ۲۰۱۶ | جوایز برگزیده نوجوانان    | برای بازیگر مرد برگزیدهٔ تلویزیونی: فانتزی/علمی-تخیلی | خاطرات یک خون‌آشام       | نامزدشده |
| ۲۰۱۶ | جوایز برگزیده نوجوانان    | تلویزیون برگزیده: شیمی (با کت گراهام)                | خاطرات یک خون‌آشام       | نامزدشده |
| ۲۰۱۷ | جایزه برگزیده مردم        | برای بازیگر مرد محبوب سریال علمی - تخیلی / فانتزی    | خاطرات یک خون‌آشام       | نامزدشده |
| ۲۰۱۷ | جوایز برگزیده نوجوانان    | برای بازیگر مرد برگزیدهٔ تلویزیونی: فانتزی/علمی-تخیلی | خاطرات یک خون‌آشام       | نامزدشده |
| ۲۰۱۷ | جوایز برگزیده نوجوانان    | تغییر ساز برگزیده                                    | —                       | نامزدشده |